# Monte Ambohitra
Monte Ambohitra es una montaña en el norte de Madagascar al sur de Antsiranana. Su elevación es de 1.475 m (4.838 pies) sobre el nivel del mar. Se encuentra separada de la mayoría de la parte norte de la isla. Aquí gran parte de la tierra fue deforestada para el cultivo y el ganado. Como en otras partes de la isla, gran parte de la capa superior del suelo está erosionado debido a la acción causada por la deforestación y agravada por la gran cantidad de ganado pastando allí.